# Удивительные странствия Геракла
«Удивительные странствия Геракла» (англ. Hercules: The Legendary Journeys) — американский телесериал, снятый в Новой Зеландии. Съёмки проводились с 1995 по 1999 год. Сериал представляет собой свободную интерпретацию древнегреческих мифов о герое по имени Геракл. На протяжении шести сезонов демонстрируют приключения этого греческого героя и его спутника Иолая. Как развлекательное шоу он стал одним из самых крупных совместных проектов в истории телевидения.
Сериалу предшествовали 5 пилотных фильмов: «Геракл и женщины амазонки», «Геракл и потерянное королевство», «Геракл и огненный круг», «Геракл в царстве мёртвых», «Геракл и лабиринт Минотавра», последний из которых, по большей части, представлял собой демонстрацию кадров из прошлых фильмов этого цикла.

## Актёрский состав
- Кевин Сорбо — Геракл
- Майкл Хёрст — Иолай, друг и спутник Геракла
- Роберт Требор — Салмоней, торговец, друг Геракла
- Лидди Холлоуэй, Элизабет Хоторн — Алкмена, мать Геракла
- Джеффри Томас — Ясон, предводитель аргонавтов, друг Геракла и супруг Алкмены
- Питер Вир-Джонс, Рой Дотрис, Чарльз Китинг, Энтони Куинн — Зевс, царь богов и отец Геракла
- Мег Фостер — Гера, царица богов, жена Зевса
- Кевин Смит — Арес, бог войны, сводный брат и соперник Геракла / Ификл — брат Геракла
- Александра Тайдингс — Афродита, сводная сестра Геракла
- Кори Эверсон — Атланта
- Иэн Боэн — Геракл в молодости
- Дин О’Горман — Иолай в молодости / слепой юноша Руун — искал сестру Сири (Катрина Браун) у амазонок 4.07 по одинаковой тату-чайке на правой руке.
- Крис Конрад — Ясон в молодости
- Ким Михалис — Алкмена в молодости
- Тони Китэйн — Деянира, первая жена Геракла
- Сэм Дженкинс — Серена, вторая жена Геракла, золотая хинда
- Люси Лоулесс — Лисия, амазонка / Лайла, подруга кентавра / Зена, королева воинов
- Рене О’Коннор — Габриэль, подруга и спутница Зены / Деянира во 2-й пилотной серии
- Тед Рейми — Джоксер, друг Геракла и Иолая
- Брюс Кэмпбелл — Автолик, король воров
- Хадсон Лейк — Каллисто
- Эми Моррисон — Надежда, дочь Габриэль и злого божества Дахака
- Лиза Чаппелл — Дирси / Мелисса
- Пол Норелл — Фалафел (Рав)
- Тамара Горски — Морриган
- Тони Тодд — Гильгамеш
- Джина Торрес — Небьюла/Бэт Химсон, капитан пиратов, сводная сестра Гильгамеша / Клеопатра, царица Египта
- Джасинда Барретт — Медея
- Карл Урбан — Купидон / Гай Юлий Цезарь
- Эрик Томсон — Аид
- Андреа Кротон — Персефона
- Сара Уилсон — Деметра
- Пэрис Джефферсон — Афина
- Меган Десмонд — Дискордия
- Белинда Веймауф — Селеста
- Лори Дунги — Фортуна
- Кимберли Джозеф — Немезида
- Скотт Майклсон — Аполлон
- Сьюзан Уорд — Психея
- Джоэль Тобек — Страйф, племянник Ареса / Деймос, кузен Страйфа
- Бриджит Хоффман — Ехидна
- Глен Шадикс — Тифон, великан / Тайфун, великан с бобового дерева, брат Тифона
- Марк Ньюнэм — Антей, великан
- Джулиан Гарнер — Гефест
- Марк Фергюсон, Джон Фриман — Прометей
- Петер Мюллер — Дерик
- Клифф Кёртис — Несс
- Натаниэль Лис — Хирон
- Даниэлла Кормак — Эфини, амазонка

## Сюжет
Древнегреческий герой Геракл вместе со своим другом и спутником Иолаем путешествуют по разным странам, защищая простых людей и наказывая злодеев. Герои преодолевают множество преград и опасностей, сражаются с разбойниками и силами зла. У них появляется много друзей и союзников, а также множество врагов. Одновременно с этим за Гераклом ведёт охоту его мачеха, Гера, и единокровный брат Арес, которые пытаются уничтожить героя. Аресу не по душе то, что Геракл помогает людям, вставая у него на пути. Гера же хочет отомстить Зевсу за его измену.

## Эпизоды
Сериал состоит из 111 серий в шести сезонах (первый — 13, второй — 24, третий — 22, четвёртый — 22, пятый — 22, шестой — 8).
Также было снято несколько пилотных фильмов («Геракл и женщины-амазонки», «Геракл и затерянное царство», «Геракл и Огненный круг», «Геракл в Царстве мёртвых», «Геракл и Лабиринт Минотавра»).

## Книги

### Переводы
В 2002 году российским издательством Эксмо-Пресс были переведены и выпущены в продажу 3 книги по мотивам сериала:
- Тимоти Боггс «Огненный Меч Гефеста» / Hercules: The Legendary Journeys. By The Sword (перевод с английского И. Н. Гилярова) (224 стр. ISBN 5-04-008756-X)
- Тимоти Боггс «Заклятье сына Зевса» / Hercules: The Legendary Journeys. The Eye of the Ram (перевод с английского И. Н. Гилярова) (256 стр. ISBN 5-04-009398-5)
- Тимоти Боггс «Гнев богини Геры» / Hercules: The Legendary Journeys (перевод с английского И. Н. Гилярова) (224 стр. ISBN 5-04-008805-1)